# Richlawn
Richlawn és una població dels Estats Units a l'estat de Kentucky. Segons el cens del 2000 tenia 454 habitants.

## Demografia
Segons el cens del 2000, Richlawn tenia 454 habitants, 194 habitatges, i 135 famílies. La densitat de població era de 1.752,9 habitants/km².
Dels 194 habitatges en un 28,9% hi vivien nens de menys de 18 anys, en un 61,9% hi vivien parelles casades, en un 6,7% dones solteres, i en un 30,4% no eren unitats familiars. En el 26,8% dels habitatges hi vivien persones soles el 8,2% de les quals corresponia a persones de 65 anys o més que vivien soles. El nombre mitjà de persones vivint en cada habitatge era de 2,34 i el nombre mitjà de persones que vivien en cada família era de 2,84.
Per edats la població es repartia de la següent manera: un 22,0% tenia menys de 18 anys, un 3,3% entre 18 i 24, un 32,4% entre 25 i 44, un 27,5% de 45 a 60 i un 14,8% 65 anys o més.
L'edat mediana era de 38 anys. Per cada 100 dones de 18 o més anys hi havia 91,4 homes.
La renda mediana per habitatge era de 66.071 $ i la renda mediana per família de 75.000 $. Els homes tenien una renda mediana de 52.083 $ mentre que les dones 36.875 $. La renda per capita de la població era de 29.429 $. Cap de les famílies i el 0,4% de la població estaven per davall del llindar de pobresa.

## Poblacions més properes
El següent diagrama mostra les poblacions més properes.